# Спецназ (телесериал)
«Спецна́з» — российский телесериал 2002 года. Первый сезон состоит из трёх серий: «Сломанная стрела», «Засада» и «Клинок». В 2003 году вышел второй сезон, состоящий из 4-х серий. В мини-сериале персонажи реализуют миссии на Северном Кавказе, в Косово, в Таджикистане, в Афганистане, в Москве и Санкт-Петербурге.
Режиссёр Андрей Малюков также работал над проектами «В зоне особого внимания», «Грозовые ворота», «Диверсант», «Мы из будущего», «Матч».
Главные роли в фильме исполнили Александр Балуев, Алексей Кравченко, Владислав Галкин, Игорь Лифанов, Александр Носик, Андрей Зибров, Анатолий Петров. Также в сериале снялся Владимир Турчинский.

## «Спецназ»

### «Сломанная стрела»
Бандитская группировка, возглавляемая особо опасным чеченским боевиком Вагифом, при помощи продажных российских военнослужащих покупает партию ПЗРК «Стрела-2М» (хотя реально в фильме показывают ПЗРК «Игла») для уничтожения бомбардировщиков «Су-24» (так в фильме, реальный Су-24М, бортовой 47 синий, 67 БАП — фронтовой бомбардировщик). Группа спецназа получает приказ нейтрализовать канал снабжения и захватить террористов. В конце почти все украденные комплекты ПЗРК возвращают на базу, а Вагиф и его сообщник пытаются скрыться, но погибают, взорвавшись вместе с оставшимися зенитками и машиной, в которую Якут закрепил взрывное устройство при осмотре на блокпосту.

### «Засада»
Группа спецназа получила приказ обезвредить особо жестокую диверсионную группу под предводительством бывшего лейтенанта SAS Шарафа Рашди. Боевикам Шарафа удаётся совершить нападение на место дислокации бойцов спецназа и внутренних войск и уничтожить значительную часть отряда. Изучив стратегию Рашди по афганской войне, Платов принимает решение устроить засаду: взорвать мост и продемонстрировать ложную дислокацию отряда на месте, где ранее была разбита колонна федеральных войск.

### «Клинок»
В Санкт-Петербурге обнаружена большая партия фальшивых долларов. Операция по захвату продавца фальшивок закончилась провалом. Однако был найден след, который указывал на чеченскую группировку. Вскоре чеченскими боевиками были убиты американские агенты Управления контртеррористической и финансовой разведки США, которые пытались провести операцию покупки партии долларов, но потерпели фиаско. Спецназовцы вместе с другим агентом Джимом Уоллесом получают задание найти подпольную типографию, где печатается валюта, и захватить матрицу, что успешно удаётся сделать. Но на этом история не заканчивается...

## «Спецназ-2»

### «Взлётная полоса»
Группа террористов с заправленными нитробензолом водяными пистолетами, приобретёнными в магазине аэропорта, захватывает самолёт Ту-154 и угоняет его, по пути убив одного из пассажиров за неподчинение, в Афганистан, на недавно захваченный аэродром, где талибы под предводительством Джамала перебили всех охранявших аэродром военных. Там на угнанное воздушное судно должны загрузить отряд бойцов под командованием Асланбека, после чего самолёт «по техническим причинам» сядет в Душанбе, где проходит встреча делегации США с представителями России и стран Средней Азии. Однако одним из пассажиров случайно оказался Хруст, который обеспечивает частичную безопасность и убивает двух террористов. Затем остальная группа, обогнав захваченный самолёт на сверхзвуковом стратегическом бомбардировщике Ту-160 и зачищает аэродром посадки, ликвидируя оставшихся террористов в прибывшем самолёте и прикрывая его от атаки той самой роты боевиков. Сами улетают на самолёте, ранее принадлежавшем талибам Джамала.

### «Дыхание пророка»
В партии наркотиков, захваченной в Санкт-Петербурге, найден разработанный афганскими террористами вирус «Дыхание пророка». Пока он распространяется только через кровь или половой контакт, но идут усиленные работы по разработке штамма, передающегося воздушно-капельным путём. Группа Платова с вирусологом Фархадовым направляется в Афганистан, дабы захватить документацию по вирусу и образцы вакцины, после чего лабораторию уничтожит авиация. Ситуацию осложняет преследование афганскими боевиками, ранение Хруста, мальчик-смертник, заражение Якута вирусом, от которого поможет спастись знание Фархадовым Корана наизусть.

### «Покушение»
Группе Платова поручено обеспечить прибытие в столицу Таджикистана Душанбе афганского генерала Барзани (аллюзия на Бурхануддина Раббани) для проведения переговоров. За Барзани охотится снайперская группа, экипированная американскими дальнобойными снайперскими винтовками Barrett M82 (имитируются российскими ОСВ-96). Операция по спасению Барзани проходит успешно — террористов уничтожают, а Платов лично ликвидирует с помощью БТР полковника таджикской армии, сливавшего информацию террористам.

### «Послушник»
На российском блокпосту в Чечне, подвергшемуся нападению боевиков, группа обнаруживает раненого священника Василия, которым оказывается капитан в отставке Александр Орлов («Бекас»), знакомый с «Хрустом». Несколько лет назад бандиты захватили школу после неудавшегося отхода во время ограбления инкассаторов. Орлов принял участие в освобождении заложников, но один из бандитов успел застрелить его дочь. Жена Орлова, не вынеся этого, совершила самоубийство. Потеряв семью, «Бекас» ушёл в монахи. Через некоторое время его, тогда ещё послушника, отправили на восстановление православного храма в «горячей точке» — в Косово. К храму прибыл отряд албанских боевиков «Армии освобождения Косово», которые перебили священников и подоспевший патруль французских миротворцев. Командир албанцев решил убить послушника вместе с сербами у храма, однако послушник-спецназовец «Бекас» вместе с выжившим командиром французского патруля уничтожают боевиков.

## В ролях

### Главные роли
| Актёр             | Роль |                   |
| ----------------- | --- | ----------------- |
| Александр Балуев  | майор Климентий Иванович Платов, «Клим», командир группы специального назначения военной разведки (ГРУ ГШ МО РФ), оружие — АКС-74 с ГП-30 и пистолет АПБ           |                   |
| Алексей Кравченко | капитан Владимир Вяземский, «Док», заместитель командира группы, снайпер, оружие — АКС-74 с ГП-30, АС «ВАЛ», ВСС «Винторез»                                        |                   |
| Владислав Галкин  | старший лейтенант Яков Урманов, «Якут», снайпер, сапёр-подрывник, специалист по техническому обеспечению группы, оружие - АКС-74, АС «ВАЛ», ВСС «Винторез», ВСК-94 |                   |
| Игорь Лифанов     | старший прапорщик Виктор Хрусталёв, «Хруст», оружие - АКС-74 с ГП-30, ПМ                                                                                           |                   |
| Александр Носик   | старший прапорщик Кобрин, «Змей», оружие — АКС-74 с ГП-30 | (1—3, 5, 6 серии) |
| Андрей Зибров     | прапорщик Алексей Шахмаметьев, «Шах», снайпер, оружие — СВД, АКС-74, ВСК-94                                                                                        | (1—3 серии)       |
| Анатолий Петров   | майор Лилин, офицер управления военной контрразведки ФСБ России (1—3, 7 серии)                                                                                     |                   |

### В остальных ролях
| Актёр               | Роль |
| ------------------- | --- |
| Андрей Толубеев     | генерал-майор Сергей Михайлович Свирин, «Дед», начальник Разведывательного управления ЛенВО (3-5,7 серии)                                                          |
| Эвклид Кюрдзидис    | Вагиф (1 серия) |
| Николай Годовиков   | прапорщик Агапцев (убит Вагифом, 1 серия) |
| Владимир Кнат       | полковник Круглов (1 серия) |
| Дмитрий Медведев    | прапорщик Фунтасов (Убит Вагифом, 1 серия) |
| Игорь Лопата        | Лопата (погиб от рук Вагифа) (1 серия) |
| Владимир Маслаков   | Лямцев (1 серия) |
| Дмитрий Гранкин     | Федотов (1 серия) |
| Александр Дедюшко   | Арсанов (1 серия, озвучивал — Борис Хвошнянский) |
| Рустам Егикян       | Биноев (1 серия) |
| Максим Бритвенков   | водитель грузовика (убит Агапцевым) (1 серия) |
| Ярослав Яковлев     | инспектор ВАИ (1 серия) |
| Нодар Мгалоблишвили | Бородатый (аллюзия на Бен Ладена) (2—5 серии, озвучивал — Иван Краско)                                                                                             |
| Гоша Куценко        | Шараф Рашди, участник войны в Афганистане, бывший офицер британской авиадесантной службы (САС), ставший пособником международного терроризма (арестован) (2 серия) |
| Владимир Турчинский | подполковник Владимир Озорных , командир подразделения Внутренних войск (2, 4 серии; во 2 серии озвучивал Александр Строев)                                        |
| Пётр Юрченков       | генерал-майор Комлев (2—3 серии, озвучивал — Евгений Ганелин) |
| Олег Андреев        | майор Зубов (2 серия) |
| Руслан Гиоев        | Лачин (2 серия) |
| Сергей Беленчук     | Хохол (2 серия) |
| Александр Ронис     | Прибалт (2 серия) |
| Ибрагим Исмаилов    | Афганец (2 серия) |
| Михаил Трясоруков   | Жуков, капитан (2—3 и 7 серии) |
| Михаил Пореченков   | Джим Уоллес агент управления контртеррористической и финансовой разведки Министерства финансов США (3 серия)                                                       |
| Константин Бутаев   | Бесуев (3 серия) |
| Алексей Климушкин   | пассажир самолёта (4 серия, роль озвучена другим актером) |
| Сайдо Курбанов      | профессор Нури Фархадов, вирусолог (5 серия) |
| Людмила Курепова    | тележурналистка (4, 6 серия) |
| Рустам Сагдуллаев   | полковник таджикской армии Булат Акабиров (6 серия) |
| Илья Шакунов        | бывший капитан российской армии Александр Орлов/послушник отец Василий (7 серия)                                                                                   |
| Евгений Сидихин     | командир спецназа майор Безруков (7 серия) |
| Юлия Ауг            | жена Безрукова (7 серия) |
| Евгений Дятлов      | боец спецназа (7 серия, роль озвучена другим актёром) |

## Съёмочная группа
- Режиссёры: Андрей Малюков, Вячеслав Никифоров
- Сценаристы: Николай Суслов, Алексей Поярков, Владимир Брагин (уч.), Елена Райская
- Оператор: Владимир Спорышков
- Композиторы: Марк Минков, Игорь Матвиенко
- Художники: Владимир Душин, Игорь Тимошенко
- Постановщики трюков: Евгений Сокуров, Владимир Севостьянихин
- Продюсеры: Константин Эрнст, Анатолий Максимов, Николай Суслов

## Саундтрек
Официальный саундтрек к телесериалу не выходил, однако песня военно-патриотической рок-группы Любэ «Давай за…» стала значимой после того, как прозвучала в нём, а трек «Боби-боба», который специально к телекартине записал российский музыкант Гога Копылов, стал настоящим хитом среди любителей сериала. Позже обе композиции были включены в различные компиляции популярной музыки, а также в официальные сборники «Лучшие хиты из культовых сериалов и кинофильмов» от лейбла Megaliner Records и «Лучшие песни русских сериалов» от лейбла Квадро-Диск. На композицию «Давай за…» был снят официальный видеоклип, а сама песня вошла в одноимённый студийный альбом группы Любэ, который вышел в марте 2002 года.

## История создания
Съёмки сериала начались в 2001 году. Изначально на главные роли были утверждены Игорь Лифанов, Евгений Сидихин и Евгений Дятлов. С их участием режиссёр Вячеслав Никифоров отснял четыре серии, которые не понравились руководству канала ОРТ и были положены на полку.
Евгений Дятлов вспоминал:
«Помню, как „Спецназ“ начинали снимать. Это ведь интереснейшая, но сложнейшая тема! Когда меня пригласили на роль, я поднял весь свой объём военных знаний, всей специфики (сам я служил в топогеодезических войсках, мы программировали крылатые ракеты), покупал журналы, книги; нам привели консультантов-спецназовцев, в которых мы буквально вцепились, „высасывая“ из них информацию. Но что поразительно, самого режиссёра суть профессии нисколько не интересовала. В итоге четыре отснятые серии полетели в корзину, а производство фильма отдали москвичам»
Осенью 2001 года к съёмкам сериала был привлечён режиссёр Андрей Малюков, который пригласил других актёров, а из старой команды оставил только Лифанова. Отснятые им серии были показаны на ОРТ весной 2002 года, а материалы серии «Послушник», снятой Никифоровым, вошли в одну из серий «Спецназа-2». Всего планировалось снять 24 серии, но после теракта в Беслане руководство Первого канала остановило производство сериала.

## Запрет на Украине
В октябре 2014 года Госкино Украины запретило показ и прокат некоторых российских фильмов на территории Украины, в число которых попал и «Спецназ». По словам главы Госкино Филиппа Иленко, это решение было принято в связи с войной, идущей с 2014 года на Украине: «Неправильно показывать на украинских телеканалах российские фильмы  с явной пропагандой, например, превознесением российских правоохранительных органов и самой России».